# Arlind Qori
Arlind Qori (Tirana, 11 novembre 1981) è un politico, pedagogo e attivista albanese leader di Lëvizja Bashkë dal 18 dicembre 2022. Attualmente lavora come professore presso la Facoltà di Scienze Sociali dell'Università di Tirana, dove insegna scienze politiche. È attivo come attivista da molti anni.

## Vita privata
Arlind Qori, nato a Tirana l’11 novembre 1981, ha trascorso l’infanzia nel quartiere adiacente alla via Pjetër Budi. Ha completato gli studi primari presso la scuola Osman Myderizi e quelli superiori presso il ginnasio Ismail Qemali. È sposato e ha due figli. È un tifoso appassionato del Partizan Tirana. 

## Vita accademica
Qori si è laureato in scienze politiche nel 2004, dopo quattro anni di studi. Nel 2009 ha completato gli studi magistrali presso il Dipartimento di Sociologia e Filosofia, discutendo la tesi “Filosofia postmoderna e diritti umani”.
Ha completato gli studi di dottorato nel 2015 con la tesi “L’idea di Europa e l’ideologia dell’Albania: uno studio sul ruolo dell’idea di Europa nell’ideologizzazione del discorso politico albanese dopo il 1991”. Da quell’anno, ha conseguito il titolo di Dottore in Scienze.
Dal 2005, Qori è docente presso il Dipartimento di Scienze Politiche dell’Università di Tirana. Nel corso degli anni è stato responsabile di corsi come “Storia del pensiero politico”, “Teoria dello sviluppo”, “Discorso politico postmoderno” e “Teoria della democrazia”.
Tra le sue pubblicazioni accademiche, si può menzionare il libro di testo Storia del pensiero politico, così come la co-autore di due studi "La condizione della classe operaia in Albania" (IKESH, 2017) e "La proletarizzazione dei contadini albanesi" (IKESH, 2017).  
È co-organizzatore del convegno scientifico annuale "Dialettica e storia", che riunisce ricercatori di vari campi che condividono un approccio critico alla storia e alla realtà socio-politica.
Qori contribuisce alla vita pubblica dal 2011 con una serie di articoli. Inizialmente i suoi scritti sono stati pubblicati su giornali come “Shqip”, “Shekulli” e la rivista Klan. Negli ultimi anni, la sua attività giornalistica e di traduttrice si è concentrata sul blog Teza11. Per il lettore straniero, Qori è autore di una serie di articoli su riviste come Jacobin, Bilten, LeftEast, ecc.

## Carriera politica

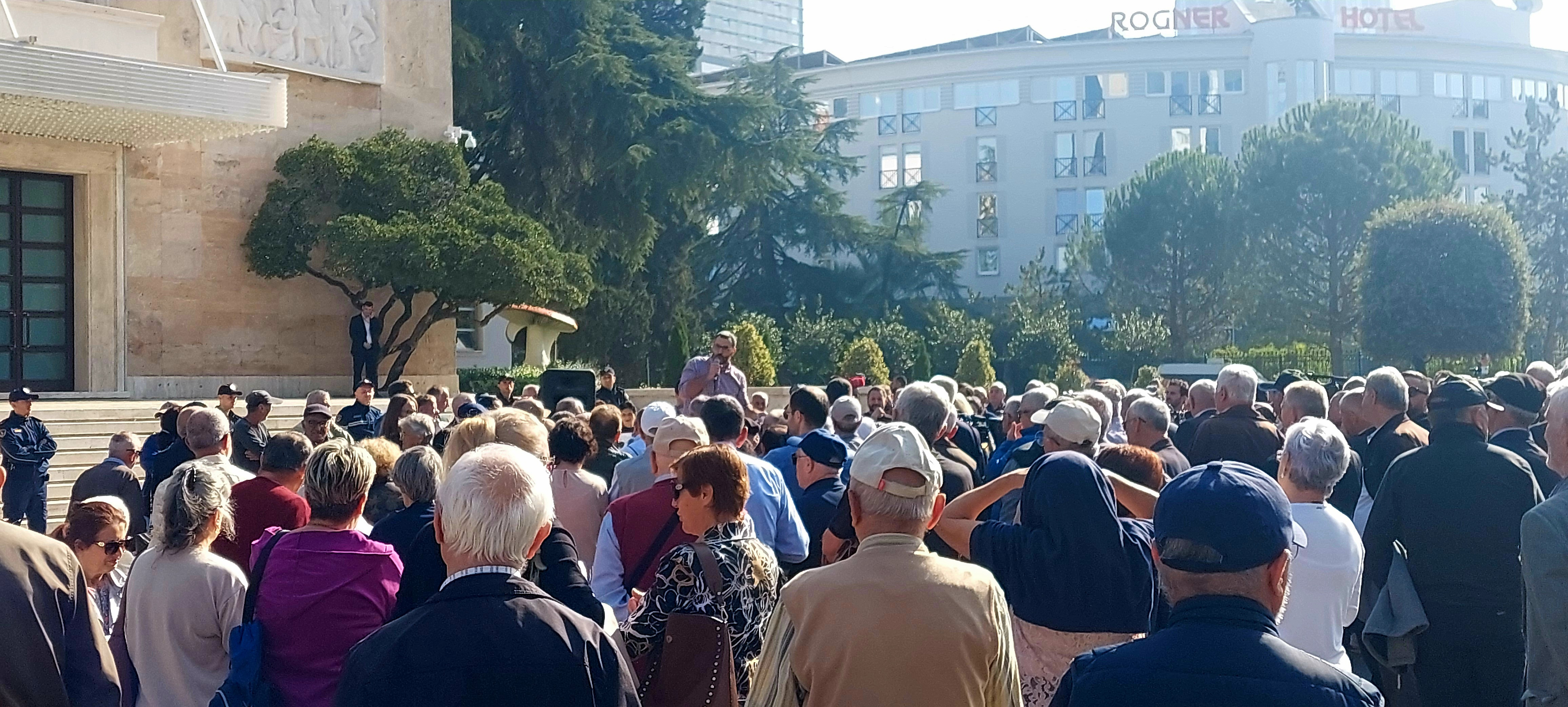
Arlind Qori nella protesta dei pensionati nell'ottobre 2024.

L'attività politica di Qori iniziò con il suo coinvolgimento nell'Organizzazione Politica (OP) subito dopo la sanguinosa protesta del 21 gennaio 2011.
Nei suoi circa 12 anni di attività come attivista dell’OP, Qori ha preso parte a una serie di proteste, azioni e attività politiche. Tra gli esempi più notevoli ricordiamo la partecipazione alle proteste in solidarietà con i minatori di Bulqiza nel 2011, le proteste contro l’importazione di armi chimiche nel 2013, le proteste per trasporti pubblici di qualità e gratuiti nel 2014 e nel 2016, le proteste contro la cementificazione del Parco del lago artificiale di Tirana nel 2016, le proteste civiche in risposta all’omicidio dell’adolescente Ardit Gjoklaj nel 2016, le proteste contro l’omicidio del giovane Klodian Rasha da parte della polizia nel dicembre 2018, le proteste in difesa del parco cittadino vicino all’area dell’ex parcheggio degli autobus nel 2017 e le proteste contro gli aumenti dei prezzi nella primavera del 2022.
In qualità di attivista, Qori si è impegnata ad aiutare i lavoratori dei settori minerario, delle petroliere, della moda e dei centri di contatto a organizzarsi in sindacati, poiché l’attenzione dell’organizzazione politica si è concentrata sulle cause dei lavoratori. Tra i momenti salienti vi sono il sostegno allo sciopero dei minatori di Bulqiza e alle proteste tra dicembre 2019 e gennaio 2020, nonché allo sciopero della fame e alle proteste dei lavoratori del petrolio tra il 2020 e il 2021.
Nel 2012, Qori è stato attivista del movimento universitario “Università in Pericolo” e, successivamente, del suo successore “Movimento per l’Università” a partire dal 2014. Ha assunto posizioni critiche nei confronti delle riforme neoliberiste e commercialiste dell’istruzione superiore, opponendosi all’aumento delle tasse e agli abusi burocratici contro gli studenti. Tra il 2014 e il 2015, ha partecipato attivamente a una serie di proteste degli studenti universitari di Tirana contro la legge sull’istruzione superiore, approvata definitivamente dal Parlamento albanese nel luglio 2015. Nel dicembre 2018, Qori è stato tra i più coinvolti nelle storiche proteste di fine anno, insieme agli attivisti dell’LPU e a migliaia di studenti, professori e cittadini di Tirana. A causa del suo impegno, per diversi mesi è stato accusato dai suoi oppositori politici di essere “comunista” e “pagato da Soros”.

Logo di Lëvizja Bashkë

Dal 18 dicembre 2022, data di fondazione del Movimento BASHKË su iniziativa degli attivisti dell'ex Organizzazione politica, Qori è stato eletto presidente del Movimento BASHKË, con un mandato di 1 anno, come stabilito dallo Statuto del partito.
Nel febbraio 2023, il Consiglio di coordinamento del movimento Insieme ha eletto Qori candidato del movimento BASHKË a sindaco di Tirana per le elezioni locali del 14 maggio 2023. In queste elezioni, Qori e il Movimento Insieme hanno ottenuto un risultato sorprendente, con 13.851 voti, vincendo un seggio nel Consiglio comunale di Tirana, dove è stata eletta Mirela Ruko.